# 通榆站
通榆站，原名开通站、七井子站，位于中华人民共和国吉林省白城市通榆县开通镇，是平齐铁路上的火车站，建于1923年，由沈阳铁路局白城车务段管辖。

## 車站周邊
- 通榆公路客运站
- 中国邮政开通大路邮政支局
- 中国移动开通西路店
- 中国邮政储蓄银行通榆县支行
- 农村商业银行七井子储蓄所
- 中国农业银行通榆县支行中心储蓄所
- 中国电信通榆长白路营业厅
- 通榆县红十字医院
- 中国工商银行白城通榆支行
- 中国工商银行通榆百货大楼分理处
- 中国邮政储蓄银行通榆县永青营业厅
- 通榆县农机局
- 通榆县中医院

## 歷史
- 建于1923年。